# Електроанальгезія
Електроанальгезія є формою знеболення, яка полягає у використанні слабких електричних струмів. Метод загального знеболення заснований на здатності електричних імпульсів певної амплітуди та частоти блокувати природну больову чутливість, тобто стримувати передачу позитивних електричних зарядів через мембрану нейрона. Електричні пристрої можуть бути внутрішніми або зовнішніми, локальними або делокалізованими по всьому тілу. Цей спосіб знеболення відрізняється від традиційних анальгетиків, таких як опіати, які імітують природні ендорфіни і нестероїдні протизапальні препарати, які допомагають зменшити запалення та зупинити біль в осередку. Електроанальгезія призводить до меншого звикання та несе меншу загрозу для організму людини в цілому, але може призвести до серйозних проблем зі здоров'ям і навіть смерть у особи, котра користується іншими електричними пристроями, наприклад кардіостимуляторами або внутрішніми слуховими апаратами. Також даний метод не бажаний в застосуванні при проблемах із серцем.

## Історія
Перші випадки електроанальгезії були задокументовані грецькими вченими Плутархом та Сократом, які помітили ефекти оніміння стоячи в калюжах води на пляжі, в яких були «електричні риби». Технологія, винайдена спеціально для електростимуляції, виникла на початку 1900—х років.
Пріоритет застосування білатеральної електроаналгезії в психіатрії в Україні належить В. Д. Висоцькому (м. Одеса). Даний метод став активно впроваджуватися в наркології, а потім і в психіатрії. Зокрема, першими ініціаторами широкого застосування цього методу в наркології були Л. І. Пандаевскій, І. М. Скалига, Ю. В. Жабенко, які з 1982 р широко застосовували апарати " ЕА 12—01 ", «Пелена 01» при білатеральному(двобічно-симетричному) накладанні електродів для купірування алкогольного абстинентного синдрому, що дозволило значно скоротити число передделіріозного і деліріозних станів, звести до мінімуму кількість смертельних випадків.

## Транскраніальна електроаналгезія
Транскраніальна електроанальгезія — це метод локального впливу імпульсним електричним струмом відповідних параметрів через електроди і вологі гідрофільні прокладки (або за допомогою електропровідного гелю), контактно накладені на шкірні покриви певних областей голови.
При транскраніальній електростимуляції імпульсні струми низької частоти проходять по лікворних просторах і селективно збуджують ендогенну опіоїдну систему стовбура головного мозку і стимулюють виділення з нейронів стовбура головного мозку β—ендорфіну, серотоніну і норадреналіну, вміст яких у головному мозку збільшується в 2,5 рази, а в лікворі — в 3, 5 рази. Опіоїдні пептиди блокують проведення больових імпульсів на рівні задніх рогів спинного мозку.
Транскраніальна електроаналгезія може застосовуватись у людей з синдромом хронічного болю в нижній частині спини або мігрені. Вона не може використовуватися у людей, з ортопедично — спинальними або радіологічно потенційними проблемами, при гідроцефалії, епілепсії, глаукомі, злоякісній гіпертонії, заборонена пацієнтам з кардіостимуляторами або іншими імплантованими електронними пристроями. Також є протипоказанням при нещодавніх мозкових травмах, інфекціях нервової системи, ураженнях шкіри в місцях розміщення електродів; онкологічних захворюваннях; для пацієнтів, які перенесли які-небудь інші методи лікування болю, інвазивну терапію протягом останнього місяця.
Параметри електричного сигналу: сила струму — 0,3—1 мА; напруга — до 10 В; частота проходження імпульсів — 60—100 Гц; тривалість імпульсів — 3,5—4 мс, наступні — групами по 20—50 імпульсів; форма імпульсу — прямокутна.

## Глибока стимуляція мозку
Глибока стимуляція головного мозку вперше оцінена як електроанальгезія в кінці 1950-х років. Вона застосовується у пацієнтів з хронічним болем, при цьому зменшується передача болю по ходу сенсорних шляхів. Хоча більш пізні дослідження показали, що вона має вплив на центральну і інші зони головного мозку, що беруть участь в передачі болю. Цей метод використовується головним чином для хворих з хронічним болем після всіх інших невдалих варіантів анальгезії через внутрішньочерепні ускладнення (наприклад, внутрішньочерепна кровотеча, інфекція, та ін.).

## Трансцеребральна електроанальгезія
Метод трансцеребральної електроаналгезії за допомогою апарату «ЛЕНАР» раніше використовувався для зняття психічної напруги у спортсменів і знеболення при пологах.
Застосування апарату «ЛЕНАР» при білатеральному накладанні електродів виявилося ефективним при тривожних, сенесто-іпохондричних, гіперстенічних, обсессивно-фобічних, невротичних і неврозоподібних розладах.
Поштовхом до широкого застосування даного методу в психіатрії став досвід використання унілатеральної трансцеребральної електроанальгезії при лікуванні хворих на шизофренію, що виконав А. А. Педак (1984). Було показано, що даний метод володіє істотною антипсихотичною дією у хворих зі стійкою галюцинаторно—божевільною і неврозоподобною симптоматикою. Він застосовувався як ізольовано, так і в поєднанні з психотропними засобами.
Широко використовується даний метод в даний час і при невідкладних станах в психіатрії у відділенні реанімації для купірування гострих тривожних станів, важких форм алкогольного делірію, алкогольного абстинентного синдрому, наркотичної інтоксикації та ін. Латеральна електроаналгезія успішно може бути використана і для лікування неврозів з сексуальними розладами. Даний метод також може виявляти приховану органічну симптоматику і посилювати головні болі, неприємні відчуття в голові, тому перед призначенням лікування необхідно ретельне неврологічне обстеження хворих.

## Черезшкірна акупунктурна електрична стимуляція
Черезшкірна акупунктурна електрична стимуляція є варіантом терапії, яка включає в себе застосування шкірних електродів на класичних китайських акупунктурних точках і стимулювання їх, змінним електричним струмом. Акупунктурна стимуляція є ефективним методом знеболювання після абдомінальної хірургії.